# Герцева Антоніна Михайлівна
Антоніна Михайлівна Ге́рцева (нар. 29 квітня 1946, Ніколаєвськ-на-Амурі) — українська художниця і педагог; член Спілки художників України з 1993 року.

## Біографія
Народилася 29 квітня 1946 року в місті Ніколаєвську-на-Амурі Хабаровського краю (нині Російська Федерація). У 1961—1966 роках навчалася в Загорському художньому училищі; у 1967—1972 роках — на факультеті художнього текстилю та моделювання одягу Львівського інституту прикладного та декоративного мистецтва, де була ученицею Еммануїла Миська, Любомира Медвідя, Зеновія Флінти. Дипломна робота — жіноча легка сукня з льону (керівник Тамара Умнова, оцінка — добре).
Протягом 1982—1993 років викладала у Чернівецькій дитячій художній школі (у 1983—1988 роках — виконувач обов'язків директора школи). Мешкає у Чернівцях в будинку на вулиці Переяславській, № 5.

## Творчість
Працює у галузях станкового живопису (створює краєвиди, міські пейзажі, натюрморти), розпису тканин (авторка батиків, міні-гобеленів). Серед робіт:
живопис
- «Осінь» (1991);
- «Калина» (1992);
- «Святкова осінь» (1992);
- «Покаяння» (1993);
- «Туга» (1993);
- «Старе місто» (1993);
- «Відродження» (1993);
- «Остання надія» (1993);
- «Благословіння» (1993);
- «Благословіння хліба» (1993);
- «Вуличка Шолом-Алейхема» (1993);
- «Надія» (1994).

Бере участь у всеукраїнських мистецьких виставках з 1985 року. Персональна виставка відбулася у Чернівцях у 1993 році.